# Неврома Мортона
Неврома Мортона — доброкачественное утолщение, представляющее собой разрастание фиброзной ткани на стопе в области подошвенного нерва стопы. Данное заболевание упоминается как метатарзалгия Мортона, синдром Мортона, болезнь Мортона, межпальцевая неврома, неврома стопы, периневральный фиброз и синдром мортоновского пальца.
Развивается патологическое новообразование в основном в области третьего межплюсневого промежутка (область основания между третьим и четвёртым пальцами на стопе). В основном встречается одностороннее поражение нерва, но крайне редко наблюдается и двухстороннее.
Впервые описана американским хирургом Томасом Джорджем Мортоном (1835—1903).